# Rio Levira
O rio Levira tem a nascente perto da povoação de Levira, a quem dá o nome, situada na freguesia de Vilarinho do Bairro, no concelho de Anadia e Distrito de Aveiro. Depois de um percurso aproximado de vinte quilómetros, no sentido Sul-Norte, deságua na margem esquerda do Rio Cértima, junto da povoação de Perraes, na freguesia de Oiã,  concelho de Oliveira do Bairro e Distrito de Aveiro.